# Ditrichophora dimidiatipennis
Ditrichophora dimidiatipennis är en tvåvingeart som först beskrevs av Gabriel Strobl 1893.  Ditrichophora dimidiatipennis ingår i släktet Ditrichophora och familjen vattenflugor. Inga underarter finns listade i Catalogue of Life.